# Концерт для скрипки с оркестром № 1 (Прокофьев)
Концерт № 1 для скрипки с оркестром D-dur, op. 19 — первый скрипичный концерт Сергея Прокофьева. Начало создания относится к 1914 году, а завершение — к 1917 году. Первое исполнение состоялось 18 октября 1923 года солистом Марселем Дарье и оркестром под управлением Сергея Кусевицкого в Гранд-Опера́, Париж. В 1921 году нотоиздательством «А. Гутхейль» был опубликован клавир сочинения, а в 1924 году — его партитура.

## История создания
Согласно записям «Дневника», 24 апреля 1914 года Прокофьев уже работал над концертом, а 14 мая отметил:

Вообще же днём подсочинил Скрипичный концерт и экспозиция первой части почти выяснилась. Я очень люблю его темы, Концерт обещает быть трогательным.— С. С. Прокофьев. Дневник. 1907—1918.
Создание концерта растянулось на годы: сперва из-за работы над балетом «Ала и Лоллий», затем — над оперой «Игрок». Главная партия произведения возникла в 1915 году.
В 1917 году были завершены «Мимолётности», Скрипичный концерт, «Классическая симфония», кантата «Семеро их», Третья и Четвертая сонаты для фортепиано. После распределения партий партитура концерта была передана на просмотр скрипачу Павлу Коханскому, консультировавшему композитора. Дирижёр А. И. Зилоти планировал первое исполнение на ноябрь 1917 года с Коханским в качестве солиста, но осуществлению премьеры помешала Октябрьская социалистическая революция.
Осенью 1924 года во Франции Прокофьев работал над корректурой партитуры и голосов, которые закончил 18 октября.

## Части
Концерт составляют три части — «мечтательно-лирическое начало, скерцозная середина и лирический финал» — общей длительностью около 23 минут:
I. Andantino
II. Scherzo. Vivacissimo
III. Moderato. Allegro moderato

## Инструменты
Концерт написан для соло скрипки и симфонического оркестра в составе 2 флейт, 2 гобоев, 2 кларнетов, 2 фаготов, 2 валторн, 2 труб, тубы, арфы, литавр, малого барабана, бубна и струнных.

## Премьера
Премьера состоялась 18 октября 1923 года в парижской Гранд-Опера́ в исполнении оркестра Сергея Кусевицкого; партию солиста, от исполнения которой отказались несколько именитых виртуозов (например, Бронислав Губерман), исполнил концертмейстер оркестра Марсель Дарье. В зале присутствовали видные деятели искусства: Пабло Пикассо, Александр Бенуа, Анна Павлова, Кароль Шимановский, Артур Рубинштейн, Павел Коханский и другие. Парижская критика не смогла дать концерту достойную оценку. При первом исполнении сочинение не обрело большого успеха, публика встретила его прохладно.
О первом восприятии концерта И. В. Нестьев писал следующее: «Многим казалось, что лирика Скрипичного концерта не современна, что автор ещё не расстался с устаревшими романтическими привычками. Впервые Прокофьева стали критиковать „слева“ за слишком ясную и недостаточно изощрённую музыку». По мнению Орика в концерте присутствовали черты искусственности и «мендельсонизм».
Со временем сочинение стало завоёвывать славу, а его наибольший успех был достигнут благодаря стараниям Йожефа Сигети, об исполнении которого 28 декабря 1928 года в Париже композитор писал как о лучшем из всех ранее им услышанных. Спустя годы Сигети писал, что находил в концерте «настроение маленького мальчика, внемлющего сказке».
В СССР концерт впервые был исполнен Натаном Мильштейном в сопровождении фортепиано (Владимир Горовиц) 21 октября 1923 года.

## Записи
- ГСО, дирижёр А. В. Гаук, солист Д. Ф. Ойстрах
- Лондонский филармонический оркестр, дирижёр Т. Бичем, солист Й. Сигети; дирижёр Джулини, солист Н. Мильштейн
- Нью-Йоркский филармонический оркестр, дирижёр Д. Митропулос, солист И. Стерн
- Оркестр Национальной филармонии (США), дирижёр С. С. Прокофьев, солист Д. Ф. Ойстрах
- Оркестр романской Швейцарии, дирижёр Э. Ансерме, солист Р. Риччи
- Филадельфийский оркестр, дир. Ю. Орманди, солист И. Стерн, Columbia Records
- 1954 — Лондонский симфонический оркестр, дирижёр Л. Матачич, солист Д. Ойстрах
- 1956 — БСО, дирижёр К. П. Кондрашин, солист Д. Ф. Ойстрах, фирма «Мелодия» Д 03040-1[14]
- 1980 — Симфонический оркестр Би-би-си под управлением Геннадия Рождественского, солист Ицхак Перлман, EMI Records